# Unverfallbarkeit
Unverfallbarkeit ist ein Begriff aus dem Recht der betrieblichen Altersversorgung. Eine unverfallbare Anwartschaft auf Versorgungsleistungen bleibt bei Beendigung des Arbeitsverhältnisses zumindest teilweise aufrechterhalten. Die Unverfallbarkeit unterstreicht den Entgeltcharakter der betrieblichen Altersversorgung: Da die betriebliche Altersversorgung Teil der Vergütung für die bereits geleistete Arbeit ist, kann sie dem Arbeitnehmer bei Erfüllung bestimmter Bedingungen nicht mehr vollständig entzogen werden.

## Gesetzliche Unverfallbarkeit

### Unverfallbarkeit dem Grunde nach
Die Unverfallbarkeit dem Grunde nach ist in § 1b und § 30f BetrAVG geregelt. Die Voraussetzungen richten sich nach dem Datum der erstmaligen Erteilung der Versorgungszusage.
| Datum der Zusageerteilung                       | Voraussetzungen für die Unverfallbarkeit |
| ----------------------------------------------- | --- |
| ab dem 1. Januar 2018                           | Mindestalter 21 Jahre und 3 Jahre Zusagedauer |
| ab dem 1. Januar 2009 bis zum 31. Dezember 2017 | Mindestalter 25 Jahre und 5 Jahre Zusagedauer oder Mindestalter 21 Jahre und 3 Jahre Zusagedauer ab dem 1. Januar 2018                                                                                        |
| ab dem 1. Januar 2001 bis zum 31. Dezember 2008 | Mindestalter 30 Jahre und 5 Jahre Zusagedauer oder Mindestalter 25 Jahre und 5 Jahre Zusagedauer ab dem 1. Januar 2009                                                                                        |
| bis zum 31. Dezember 2000                       | Mindestalter 35 Jahre und 10 Jahre Zusagedauer oder Mindestalter 35 Jahre und 3 Jahre Zusagedauer und 12 Jahre Betriebszugehörigkeit oder Mindestalter 30 Jahre und 5 Jahre Zusagedauer ab dem 1. Januar 2001 |

Entgeltumwandlungszusagen, die ab dem 1. Januar 2001 erteilt wurden, sind unabhängig von diesen Fristen sofort unverfallbar.
Mit dem Betriebsrentenstärkungsgesetz wurde zum 1. Januar 2018 die Möglichkeit einer reinen Beitragszusage in den Durchführungswegen Pensionskasse, Pensionsfonds und Direktversicherung eingeführt. Auch hieraus resultierende Anwartschaften sind sofort unverfallbar.

### Unverfallbarkeit der Höhe nach
Die Höhe der gesetzlich unverfallbaren Anwartschaft hängt davon ab, welcher der fünf Durchführungswege Direktzusage, Unterstützungskasse, Pensionskasse, Pensionsfonds oder Direktversicherung genutzt wird. 
Im Fall der Durchführung als Direktzusage oder über eine Unterstützungskasse ergibt sich die unverfallbare Anwartschaft, indem die Anwartschaft mit dem Quotienten aus der tatsächlich zurückgelegten Betriebszugehörigkeit (Zähler) und der bis zur festen Altersgrenze noch erreichbaren Betriebszugehörigkeit (Nenner), dem so genannten Unverfallbarkeitsquotienten, multipliziert wird (m/n-tel-Verfahren, pro-rata-Verfahren). 
Abweichend davon ergibt sich die unverfallbare Anwartschaft bei beitragsorientierten Versorgungszusagen aus den bis zum Ausscheiden aufgebrachten Beiträgen. 
Bei den versicherungsförmigen Durchführungswegen kann unter bestimmten Voraussetzungen auch die so genannte versicherungsvertragliche Form der Unverfallbarkeit gewählt werden. Dann ergibt sich die unverfallbare Anwartschaft aus den bisher gezahlten Beiträgen. Der Arbeitnehmer kann nach Ausscheiden aus dem Unternehmen entscheiden, ob er seine Versorgung beitragsfrei stellt oder mit eigenen (privat aufgewendeten) Beiträgen fortführt (§ 2 BetrAVG).
Im Falle einer Entgeltumwandlungszusage ergibt sich die unverfallbare Anwartschaft bei jedem Durchführungsweg aus den bis zum Ausscheiden umgewandelten Entgelten (§ 2a Abs. 5a BetrAVG). Nur für Zusagen, die vor dem 1. Januar 2001 erteilt wurden, bleibt es auch hier beim m/n-tel-Verfahren beziehungsweise der versicherungsvertraglichen Form der Unverfallbarkeit (§ 30g Abs. 1 BetrAVG).
Auch bei der reinen Beitragszusage ergibt sich die unverfallbare Anwartschaft aus den bis zum Ausscheiden gezahlten Beiträgen.

### Insolvenzsicherung
Eine gesetzlich unverfallbare Anwartschaft ist ebenso wie eine bereits laufende Leistung vor Insolvenz des Arbeitgebers durch den Pensions-Sicherungs-Verein (PSVaG) abgesichert. Dies gilt nur dann nicht, wenn die Durchführung über eine Pensionskasse oder – unter bestimmten Voraussetzungen – über eine Direktversicherung erfolgt (§ 7 Abs. 2 BetrAVG).
Reine Beitragszusagen unterliegen nicht der gesetzlichen Insolvenzsicherung. Stattdessen erhält der von der Insolvenz betroffene Arbeitnehmer ein Eintrittsrecht (Übernahme und Fortsetzung der Beitragszahlung) in die Versorgung.

## Vertragliche Unverfallbarkeit
Eine Schlechterstellung gegenüber der gesetzlichen Regelung zur Unverfallbarkeit steht unter tarifvertraglichem Vorbehalt (§ 19 Abs. 1 BetrAVG). Eine Günstigerstellung ist hingegen jederzeit möglich. Die Verbesserung gegenüber der gesetzlichen Regelung kann sowohl dem Grunde nach, über eine Verkürzung der Fristen, als auch der Höhe nach, über eine Verbesserung des Unverfallbarkeitsquotienten, erfolgen. Solche Verbesserungen haben aber keine Wirkung gegenüber dem Pensions-Sicherungs-Verein, sind also nicht gegen Insolvenz geschützt. Vertraglich kann jedoch eine anderweitige Insolvenzsicherung sichergestellt werden. Dies geschieht beispielsweise durch Verpfändung von Rückdeckungsversicherungen zu Pensionszusagen und Unterstützungskassen. Dieses Vorgehen empfiehlt sich für Personen, die durch die Regelungen des Betriebsrentengesetzes (§ 17 Abs. 1 BetrAVG) nicht erfasst werden, so zum Beispiel beherrschende Gesellschafter-Geschäftsführer von Kapitalgesellschaften, die in der Zwitterposition eines Arbeitnehmers und zugleich Unternehmer stehen.